# Adrian Sutil
Adrian Sutil (Starnberg, 1983. január 11. –) német autóversenyző, Formula–1-es pilóta. 2008 és 2013 között a Force India Formula–1-es csapat versenyzője volt. 2014-ben a Sauber csapatához szerződött, majd 2015-ben a Williams tartalékversenyzője volt.

## Pályafutása

### A Formula–1-ben

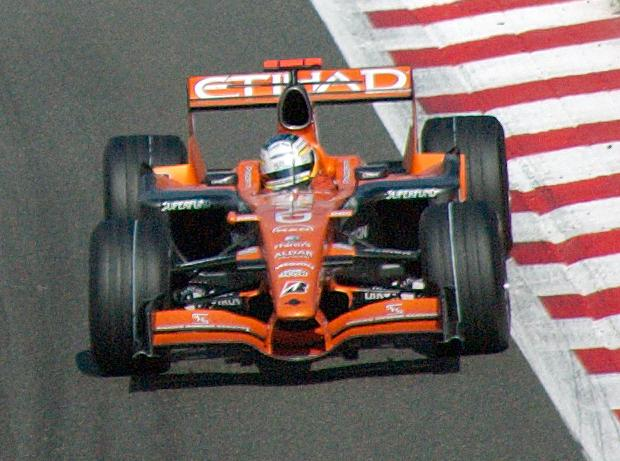
Sutil a 2007-es belga nagydíjon

2006-ban a Midland, majd Spyker csapat pénteki tesztpilótája volt három versenyen. 2007-ben a Spykernél teljesítette első Formula–1-es szezonját. A japán nagydíjon elért nyolcadik helyével megszerezte a csapat egyetlen pontját.
2008-ban a Spyker jogutódjánál, Force Indiánál versenyez. Az idénynyitón csak a boxból rajtolhatott és hidraulikai probléma miatt hamar feladni kényszerült a versenyt. A maláj nagydíjat is hamar feladta, ezúttal kicsúszás miatt. Bahreinben végre sikerült célba érnie, az utolsó, 19. helyen, két kör hátrányban. Az első európai versenyen, Barcelonában azonban még egy kört sem tett meg, amikor nem sokkal a rajt után megcsúszott és ütközött Sebastian Vettellel. Mindketten kiestek. A Super Aguri csapat visszalépése után a Force India lett a mezőny leggyengébb autója, a török nagydíj időmérő edzésén csak az utolsó két helyet érték el csapattársával, Fisichellával. A versenyen a 16. helyre sikerült feljönnie.
A monacói nagydíjon csak a 18. helyről indulhatott, de a szombat délelőtti, esős szabadedzésen megmutatta, hogy vizes pályán jó eredményre képes. A versenyen esett, Sutil pedig hiba nélkül autózott. Hét körrel a vége előtt már a 4. helyen haladt, amikor a mögötte jövő Räikkönen nem tudott lefékezni a kikötői sikán előtt, és hátulról beleütközött. Még be tudott hajtani a boxba, de ott feladni kényszerült a versenyt, a csapat és saját maga óriási csalódására. A versenybírók szokványos versenybalesetnek minősítették az esetet, és nem büntették meg Räikkönent, aki elismerte a hibáját és elnézést kért Sutiltól. Ugyanakkor őt is figyelmeztették a verseny után a bírók, mert még a 13. körben, sárga zászlónál előzött.
Csapattársa kiesése miatt a Force India pont nélkül távozott Monacóból. A kanadai nagydíjon elsőként esett ki fékhiba miatt. Franciaországban a Force Indiák egyértelműen a mezőny leggyengébb autói voltak, Sutil 19. lett, csak a kicsúszás miatt kiesett Buttont maga mögött tudva. A brit nagydíjon ismét esett, és Sutil a 19. helyről rajtolva feljött a 12. helyre, de megcsúszott, elhagyta a pályát, ezután átcsúszott a másik oldali bukótérbe, és kiesett. Németországban, hazai versenyén Sutil a 19. helyről rajtolva 15. lett. A következő két versenyen kiesett, majd az esős Belga és Olasz Nagydíjakon ismét célba ért, a 13. és a 19. helyeken. Szingapúrban a szűk pálya falának ütközött és kiesett. A világbajnokságban szerzett pont nélkül, a 20. helyen állt.
2009-ben, az Olasz nagydíj időmérőjén megszerezte a második helyet, a futamon negyedik lett a leggyorsabb kört megfutva.
2012-es szezonra megvált tőle a csapat, miután a 2011-es kínai nagydíjat követően egy buliban egy pezsgősüveggel súlyosan megsebesítette a Renault-t birtokló Geni Capitals egyik vezetőjét. Az esetet követően felfüggesztett börtönbüntetést és pénzbírságot kapott.  2013-ra újra szerződtette őt a Force India, bár a szezon elején még érvényben volt a felfüggesztetje. 2014-re átigazolt a Sauberhez
2014-ben a bahreini futam előtt azzal hívta fel magára a figyelmet, hogy bejelentette: nem visz magával innivalót a futamra, mert az autó optimális teljesítménye szempontjából túl nehéz volt a kulacs.

### Pályafutása a számok tükrében
2001
3. hely a német ICA 100 bajnokságban (PCR Deutschland)
Kart Európa-bajnokság (Birel Motorsport) – 1 pole-pozíció
2002

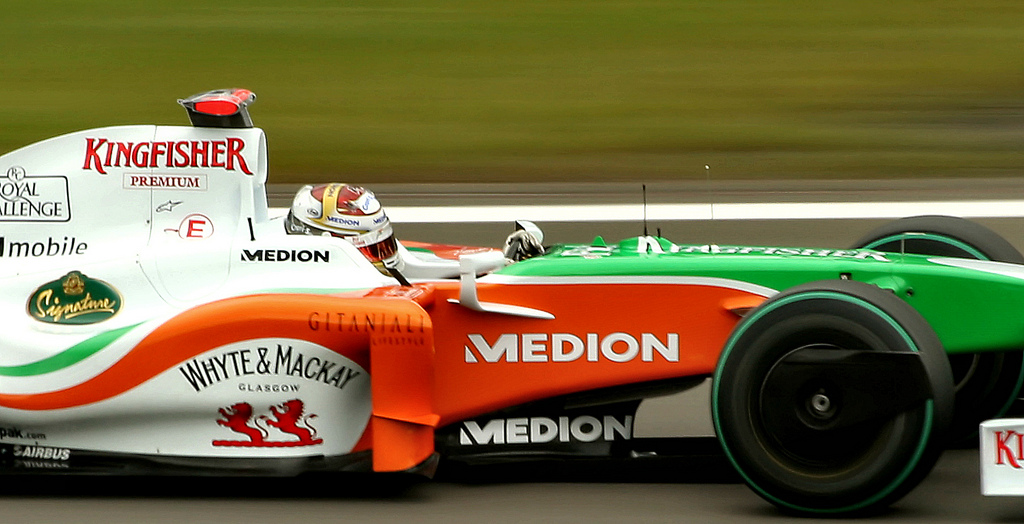
Sutil a 2009-es német nagydíjon

1. hely a svájci Formula–Ford bajnokságban (SSPT-Racing) – 10 verseny, 10 győzelem, 10 pole-pozíció
2003
6. hely a német ADAC BMW bajnokságban (HBR Motorsport) – 2 pole-pozíció, 4 dobogós hely
2004
Formula–3 Euroserie (Team Kolles) – 2 pole-pozíció
2005
2. hely a Formula–3-as Euro Serie-sorozatban (Team ASM Formula–3) – 2 győzelem, 2 pole-pozíció, 11 dobogós helyezés; 2. hely a Malboro Masters versenyen, Zandvoortban
2006
1. hely a Japán Formula–3-as bajnokságban, (Team TOMs Toyota) – 5 győzelem, 3 pole-pozíció; 3. hely a macaói Formula–3-as versenyen (Team TOMs Toyota); Formula–1, a Midland csapat hivatalos tesztpilótája, részt vett a pénteki szabadedzéseken.
2007
Az uruguayi-német pilóta Forma BMW-s és Forma-3-as előzmények után 2007-ben mutatkozott be a Formula–1-ben a Spykernél.
Egyetlenegy pontjával a 19. helyre ugrott a szezon végére.
2008
20. hely a Formula 1 2008-as szezon végén, a Force India színeiben - 0 győzelem, 0 pole-pozíció

## Eredményei

### Teljes Formula–1-es eredménysorozata
(Táblázat értelmezése)

(Félkövér: pole-pozícióból indult; dőlt: leggyorsabb kört futott) 

| Év   | Csapat      | 1      | 2      | 3       | 4      | 5      | 6      | 7      | 8      | 9      | 10     | 11     | 12      | 13     | 14      | 15      | 16     | 17     | 18     | 19     | Helyezés | Pont |
| ---- | ----------- | ------ | ------ | ------- | ------ | ------ | ------ | ------ | ------ | ------ | ------ | ------ | ------- | ------ | ------- | ------- | ------ | ------ | ------ | ------ | -------- | ---- |
| 2006 | Midland     | BHR    | MAL    | AUS     | SMR    | EUR Tp | ESP    | MON    | GBR    | CAN    | USA    | FRA Tp | GER     | HUN    | TUR     | ITA     | CHN    | JPN Tp | BRA    |        | –        | –    |
| 2007 | Spyker      | AUS 17 | MAL Ki | BHR 15  | ESP 13 | MON Ki | CAN Ki | USA 14 | FRA 17 | GBR Ki | EUR Ki | HUN 17 | TUR 21† | ITA 19 | BEL 14  | JPN 8   | CHN Ki | BRA Ki |        |        | 19.      | 1    |
| 2008 | Force India | AUS Ki | MAL Ki | BHR 19  | ESP Ki | TUR 16 | MON Ki | CAN Ki | FRA 19 | GBR Ki | GER 15 | HUN Ki | EUR Ki  | BEL 13 | ITA 19  | SIN Ki  | CHN Ki | JPN Ki | BRA 16 |        | 20.      | 0    |
| 2009 | Force India | AUS 9  | MAL 17 | CHN 17† | BHR 16 | ESP Ki | MON 14 | TUR 17 | GBR 17 | GER 15 | HUN Ki | EUR 10 | BEL 11  | ITA 4  | SIN Ki  | JPN 13  | BRA Ki | UAE 17 |        |        | 17.      | 5    |
| 2010 | Force India | BHR 12 | AUS Ki | MAL 5   | CHN 11 | ESP 7  | MON 8  | TUR 9  | CAN 10 | EUR 6  | GBR 8  | GER 17 | HUN Ki  | BEL 5  | ITA 16  | SIN 9   | JPN Ki | KOR Ki | BRA 12 | UAE 13 | 11.      | 47   |
| 2011 | Force India | AUS 9  | MAL 11 | CHN 15  | TUR 13 | ESP 13 | MON 7  | CAN Ki | EUR 9  | GBR 11 | GER 6  | HUN 14 | BEL 7   | ITA Ki | SIN 8   | JPN 11  | KOR 11 | IND 9  | UAE 8  | BRA 6  | 9.       | 42   |
| 2013 | Force India | AUS 7  | MAL Ki | CHN Ki  | BHR 13 | ESP 13 | MON 5  | CAN 10 | GBR 7  | GER 13 | HUN Ki | BEL 9  | ITA 16† | SIN 10 | KOR 20† | JPN 14  | IND 9  | UAE 10 | USA Ki | BRA 13 | 13.      | 29   |
| 2014 | Sauber      | AUS 11 | MAL Ki | BHR Ki  | CHN Ki | ESP 17 | MON Ki | CAN 13 | AUT 13 | GBR 13 | GER Ki | HUN 11 | BEL 14  | ITA 15 | SIN Ki  | JPN 21† | RUS 16 | USA Ki | BRA 16 | UAE 16 | 18.      | 0    |

† A versenyt nem fejezte be, de helyezését értékelték, mert a versenytáv több, mint 90%-át teljesítette.
Megjegyzés: 2014-ben a szezonzáró nagydíjon dupla pontokat osztottak.

## Magánélete
Sutil édesanyja, Monica német származású, apja, Jorge Sutil pedig Uruguayban született. Mindketten hivatásos zenészek, Jorge négy évet hegedült a Müncheni Filharmonikusoknál. Nem véletlen tehát, hogy Adrian is először a zene iránt volt fogékony, 14. életévében már tehetséges zongoristaként tartotta számon a szakma. Akkor azonban bátyján keresztül közelebbi kapcsolatba került az autóversenyzéssel, rendszeres látogatója volt a gokartversenyeknek.
A dél-amerikai gyökereknek hála Sutil már kiskorában kifogástalanul beszélt spanyolul. Vér szerinti bátyja mellett van még egy féltestvére. 2007 óta a Berntől nem messze fekvő Niederbippbe költözött. Családja szülőföldjén, a München melletti Gräfelfingben maradt.